# Gagea nakaiana
Gagea nakaiana är en liljeväxtart som beskrevs av Masao Kitagawa. Gagea nakaiana ingår i Vårlökssläktet och i familjen liljeväxter. Inga underarter finns listade.